# 仁美
仁美（？—924年） ，夜落隔氏，甘州回鹘第二任可汗。後唐册封他为英義可汗。契丹称之为烏母主可汗（Ormuz Qaγan）。

## 生涯
後梁乾化元年（911年）十一月，甘州回鹘遣都督周易言到中原朝貢。梁太祖朱全忠任命周易言为右監門衛大将軍同正，石寿儿、石論思为右千牛衛将軍同正。
後唐同光二年（924年）四月，权知可汗仁美派遣都督李引释迦、副使铁林、都监楊福安66人向中原朝貢，献上良馬9匹。庄宗李存勗派司农卿鄭績、将作少監何延嗣持節冊立权知可汗仁美为「英義可汗」。
同年十一月，仁美去世，回鹘遣都督安千想朝贡後唐。同月，都督畢離遏被契丹可汗耶律阿保机擒获。